# Uwe Ampler
Uwe Ampler, född den 11 augusti 1964 i Zerbst i dåvarande Östtyskland, är en östtysk tävlingscyklist som tog OS-guld i lagtempoloppet vid olympiska sommarspelen 1988 i Seoul. 